# Batalla de Bacacay
La Batalla de Bacacay fue un enfrentamiento producido el 13 de febrero de 1827 entre las tropas de las Provincias Unidas del Río de la Plata y las del Imperio del Brasil, enfrentados por el control de la Banda Oriental, en manos brasileñas desde 1824. El apoyo de Buenos Aires a la insurrección de los Treinta y Tres Orientales había desembocado en una contienda naval, en la que la armada comandada por Guillermo Brown se veía en inferioridad frente a las fuerzas brasileñas. A comienzos de 1827, y bajo el mando de Carlos María de Alvear, se iniciaron las hostilidades terrestres, tomándose la ciudad de Valles el 26 de enero. Poco más tarde las fuerzas del general Bento Manuel Ribeiro hicieron frente a la columna de caballería (el Regimiento de Granaderos a Caballo) e infantería (los Colorados de las Conchas) comandada por Juan Lavalle en Bacacaý; después la siguió la batalla de Ombú, antesala de la de Ituzaingó.
El Barón de Río Branco describió lo que pasó de la siguiente manera:

Acción Vacacaí, citada como una gran victoria argentina por algunos de los escritores rioplatenses. Consistió en lo siguiente: el teniente
Marcelino Ferreira do Amaral, por delante de 70 milicias de caballería, sorprendió un destacamento argentino de cien hombres que huyeron, perdiendo dos oficiales y 20 soldados muertos durante el choque y la persecución. El coronel Lavalle acudió a los republicanos, con 700 jinetes, y el teniente Amaral se retiró, incorporandose a su comandante el Mayor Gabriel Gomes Lisboa, que sólo tenía 200 milicianos. Incapaz de hacer frente a Lavalle continuó Lisboa la retirada, para cumplir con el coronel Bento Manuel Ribeiro, jefe de la brigada a la que pertenecía. Esa retirada tuvo dos muertos y tres heridos. Lavalle retrocedió tan pronto vio la columna de Bento Manuel.